# Jorge Blanco (actor)
Jorge Blanco Güereña  (Guadalajara, Jalisco, 19 de diciembre de 1991) es un actor, músico, cantante, compositor, bailarín e influencer mexicano, conocido por su personaje de León Vargas en la telenovela de Disney Channel, Violetta. Actualmente es artista de la discográfica Hollywood Records.

## Primeros años
Jorge Blanco Güereña, nació el 19 de diciembre de 1991 en Guadalajara, Jalisco, México. Su padre es Jorge Blanco y su madre Cecilia Güereña.
Blanco comenzó a tocar la guitarra desde muy temprana edad, y recibió talleres de actuación. Además, empezó a cantar en coros de la iglesia a la edad de 11 años.

## Carrera artística

### 2007-2008: Comienzos conHigh School Musical
Comenzó su carrera en televisión en 2007, cuando participó del reality show High School Musical: la selección (México), que le permitió participar en un spin-off de la exitosa película estadounidense High School Musical. A pesar de no ganar el reality, Jorge apareció en el álbum del programa, y tuvo un rol en la película High School Musical: El Desafío (Mexico) (2008), interpretando el personaje de Jorge, y participó de la gira de la película y el programa, entre 2007 y 2008.

### 2010-2011:Cuando Toca La CampanayDisney's Friends for Change Games
En 2010 durante su estancia en México y antes de viajar a Brasil realizó teatro participando en 2 puestas en escenas de la obra de Broadway Hairspray interpretando el protagónico masculino Link Larkin.
Apareció en el décimo episodio de la miniserie Highway: Rodando la Aventura, interpretando a Diego, en 2011 fue uno de los protagonistas de la primera temporada de la serie de televisión Cuando toca la campana, interpretando a Pablo, con la cual pudo rodar algunos videos musicales como «Es el momento» o «A Celebrar».
En mayo de 2011 viajó a Estados Unidos para participar en los Disney's Friends for Change Games, formando parte del equipo amarillo, para ayudar a la fundación Unicef y representó a México en el video musical «We Can Change the World» de la cantante estadounidense Bridgit Mendler para el proyecto Disney's Friends for Change.

### 2012-2015: Éxito conVioletta
Mientras se encontraba en su descanso después de grabar la primera temporada de Cuando toca la campana, Jorge fue llamado para participar en un nuevo proyecto, el cual sería la primera alianza de Disney Channel Latinoamérica con EMEA donde interpretaría el papel de León Vargas, en la exitosa serie de Disney Channel Violetta. Debido a esto, tuvo que retirarse de la segunda temporada, la cual había sido confirmada, de Cuando toca la campana y participó como invitado especial en los cuatro primeros capítulos.
Blanco se mudó a Argentina para filmar la nueva serie. Violetta fue un éxito total con una enorme audiencia en Latinoamérica y Europa, convirtiéndose en la primera serie de este tipo en Disney Channel alcanzar tal éxito; tras haber concluido de emitirse la primera temporada, se anunció que se grabaría una nueva temporada la cual se emitiría a mediados del 2013. A días de haberse estrenado la segunda temporada en Latinoamérica se anunció una gira mundial, la cual se realizó en el 2013-2014, recorriendo gran parte de Latinoamérica y Europa junto al elenco de Violetta en la gira «Violetta en vivo» interpretando a León, dicha gira fue filmada y llevada a los cines latinos y europeos.
Tras haber concluido la gira, Blanco se embarcó de nuevo en las filmaciones de la tercera y última temporada de la serie, interpretando a León Vargas. El 3 de enero de 2015 volvió a participar en la segunda gira de despedida «Violetta Live International Tour» que también se llevó a cabo casi por toda Latinoamérica y Europa teniendo en la gira más de un millón de espectadores en todo el mundo.
Mientras estaban de gira, se anunció que se grabaría un filme para concluir con la «Era Violetta» de la cual Jorge sería coprotagonista siempre con su personaje de León Vargas junto a Martina Stoessel la protagonista de la historia, contando con Mercedes Lambre y Clara Alonso en el elenco. Tini: El gran cambio de Violetta fue grabada en Sicilia, Italia después de haber concluido la gira mundial de Violetta, esta fue estrenada a mediados del siguiente año.

### 2016-2017: Comienzos de carrera solista
El 19 de febrero de 2016, a través de un vídeo en su canal de YouTube, confirmó que iniciaba su carrera como solista, grabando su primer disco con la discográfica Hollywood Records.
El 12 de octubre de 2016, Jorge estrenó su canción Beautiful Mistake, en el especial por la hispanidad del programa One Nación, de ESPN. Se tenía previsto el lanzamiento oficial como sencillo para diciembre del 2016, pero fue pospuesto para inicios del 2017.
El 20 de octubre de 2016, Fullscreen presentó "Celebs React" un programa que se encarga de mostrar las reacciones espontáneas que tienen los famosos al ver los videos virales de distintas Web, Jorge será uno de los invitados especiales que tendrá la primera temporada que cuenta con 8 episodios. Está comenzó el 1 de noviembre a través de la plataforma Fullscreen.
El 9 de marzo de 2017, Jorge anunció en un Facebook Live que su primer sencillo ya no sería Beautiful Mistake como anteriormente se había dicho, sino que este sería Risky Business, el cual fue lanzado el 17 de marzo en todas las plataformas digitales; el video musical fue subido a su canal de VEVO el 14 de abril. Le siguió su segundo sencillo Summer Soul el cual fue lanzado el 19 de mayo de 2017, y su respectivo videoclip el 25 de mayo, este aparece en la programación de Major League Baseball (MLB) en ESPN. Summer Soul se colocó en la Daily US Radio Pop en las últimas posiciones, variando durante las tres semanas que estuvo; además Jorge se convirtió en el primer exactor de Disney Latinoamérica en lograr posicionarse en una lista estadounidense con su música.
Blanco es parte del soundtrack de la película de Disney Pixar Cars 3, en el cual hizo un cover de la famosa canción de The Beatles, Drive My Car. La canción se encuentra disponible a partir del 16 de julio, día del estreno de la película en Estados Unidos.
El 5 de julio de 2017, Blanco grabó el videoclip de su colaboración junto al cantante mexicano Saak, dicha canción se titula "Una Noche" este videoclip fue filmado en Ciudad de México y cuenta con varias locaciones conocidas; la canción se encuentra disponible a partir del 18 de agosto en las plataformas digitales. El 19 de agosto, esta canción fue presentada en vivo por primera vez en los Kids Choice Awards México 2017. El 31 de agosto, el videoclip fue presentado en el canal MTV HITS y después fue subido al canal de Saak en VEVO.
Jorge fue uno de los cantantes escogidos para presentarse en los Premios ESPY durante la ESPY Experience con su tema "Summer Soul" mismo que se utiliza por ESPN para la MBL. Blanco también se presentó en los Miss Teen USA 2017 siendo el entretenimiento del evento. 
El 31 de julio de 2017, Blanco anunció en sus redes sociales que acompañaría a R5 en su Tour Europeo denominado, New Adicctions Tour. El Tour junto con Jorge Blanco & The 8Th Wonder, banda que acompaña a Jorge, dio inicio el 24 de septiembre en París, Francia.
El 19 de septiembre de 2017, Jorge anunció que formaría parte del soundtrack de la nueva película de Disney Pixar Coco, la cual está basada en la cultura mexicana teniendo como referencia el Día de los Muertos, Blanco será el encargado de la reversión del famoso bolero Bésame Mucho, tema de Consuelo Velázquez Torres, esta canción la cual es una de las más representantes de México fue traducida a más de 20 idiomas y es considerada un ícono musical. Está se encuentra disponible a partir del 13 de octubre en todas las plataformas digitales, el disco estará disponible el 27 de octubre, día en que se estrena dicha película en México.
El 25 de septiembre de 2017, Jorge grabó el videoclip de su nueva colaboración con Kriss Kross Amsterdam (KKA), este videoclip fue grabado en Ámsterdam, la canción se titula "Gone is the night", la cual fue presentada por primera vez en el show en París, Francia al comienzo de la gira con R5.
El 11 de octubre de 2017, Blanco anunció a través de sus redes sociales que haría su primera gira europea como solista en marzo de 2018, que se llevará a cabo en Alemania, Austria y Suiza; sin embargo se confirmaran fechas más adelante para los demás países de Europa y también para Latinoamérica; después, se anunciaron fechas para Polonia y República Checa, unas semanas después, se anunció fecha única en Milán, Italia. 
El 27 de octubre, Kris Kross Amsterdam anunció en su cuenta de Twitter e Instagram que el feat con Jorge será lanzado a todas las plataformas digitales el 24 de noviembre; al mismo tiempo, Blanco acompañó en el escenario a KKA en el Holland Top Next Model cantando su más famoso sencillo "Sex" y "Gone is the night".
El 24 de noviembre, se estrenó "Gone is the night" en todas las plataformas digitales junto con el video musical; la canción se posicionó en los charts de varios países de Europa y Latinoamérica.

### 2018: Carrera solista
El 14 de febrero de 2018, Jorge anunció en sus redes sociales que su gira, la cual estaba programada para marzo, fue pospuesta para finales del año (noviembre y diciembre), debido a que Blanco quiere enfocarse en su disco debut por completo. Además afirmó que este año quiere enfocarse en el público latino, por lo cual ha empezado a trabajar con compositores latinos para tener canciones en español en su álbum. El primer disco de Jorge se encuentra programado para el final del año.
Después de meses componiendo, produciendo nuevas canciones, el 24 de mayo de 2018, Jorge anunció en su cuenta oficial de Instagram que su próximo sencillo que es en español saldría dentro de poco, y conocido por las siglas STT, de esta manera comenzó un juego de pistas para que fuera adivinado por sus fanes. Esa misma semana, Jorge realizó un video en vivo mostrando un poco del set de su nuevo videoclip, que fue grabado en la Ciudad de México. Finalmente, el 3 de junio, se reveló el nombre de su nueva canción, la cual se denomina "Si Te Tuviera". Al mismo tiempo, el 26 de junio, Jorge grabó un nuevo videoclip para su siguiente sencillo "Escondida", nombre revelado por los mismos directores del video musical.  Se espera que las nuevas canciones de Jorge salgan en los próximos meses.
El 12 de julio de 2018, Jorge anunció a través de su cuenta oficial de Instagram que su nuevo sencillo "Si Te Tuviera" saldría el 20 de julio, siendo su primer sencillo en español y de su autoría. Con motivo del lanzamiento, Blanco realizó un "juego" donde pidió a sus fanes hacer distintos "fan-arts" para disfrutar con ansias la espera de su más reciente sencillo. 
Finalmente, el 20 de julio se lanzó "Si Te Tuviera" junto con el videoclip, siendo el primero de sus videos musicales en ser lanzado la misma fecha del sencillo. Ese mismo día se confirmó a Jorge como el telonero de Demi Lovato en su gira Tell Me You Love Me Tour, que se llevará a cabo en la Ciudad de México y Monterrey, el 20 y 22 de septiembre. Sin embargo, la gira fue cancelada debido a una sobredosis que la cantante sufrió en julio de 2018.
Blanco confirmó en distintos medios que se vienen grandes cosas este año, desde colaboraciones, nuevos sencillos hasta aperturas de shows de distintos artistas junto con su álbum y gira a fin de año. También afirmó que por el momento se encuentra enfocado en su proyecto como solista pero que no descarta la actuación, y que tiene propuestas pero que aún no han sido concretadas en su totalidad.
De manera sorpresiva, el 10 de agosto Jorge anunció que su nuevo sencillo "Escondida" sería lanzado el 17 de agosto de 2018. El videoclip se estrenó por primera vez el 16 de agosto en MTV Latinoamérica y más tarde fue subido a su canal de YouTube. Este videoclip fue el primero de Jorge en ingresar a los charts de México YouTube en las primeras posiciones. Blanco también ha sido confirmado para abrir 6 de los 8 conciertos de Sebastián Yatra en México.
El 1 de septiembre, Jorge realizó un showcase en Universal Music México en donde presentó sus canciones ya conocidas: "Una Noche", "Si Te Tuviera" y "Escondida", además de tres nuevas canciones que formarán parte de su EP que se encuentra programado para octubre de este año. En este mismo evento se presentó por primera vez el videoclip del próximo sencillo de Jorge, "Opciones" que se espera sea lanzado a principios de septiembre, este será el último sencillo de Blanco antes del lanzamiento debut de su EP, el cual contará con cinco canciones en español y tres en inglés. Posteriormente, su disco será lanzado en el 2019 completamente al español.
El 6 de septiembre, Blanco anunció a través de sus redes sociales que su próximo sencillo "Opciones", saldría el 7 de septiembre junto con su video musical. Este videoclip también se logró posicionar en los charts de México YouTube en las primeras posiciones.
Después de un mes trabajando en nuevas canciones, el 21 de octubre, Jorge anunció que su próximo sencillo sería "Te La Dedico" la cual saldrá el 26 de octubre.
A finales de octubre se presentó en Glow, un conocido evento que se lleva a cabo en diferentes ciudades de Alemania. El 30 de noviembre fue parte de The Dome, un famoso evento alemán al que asisten grandes artistas, entre estos están Little Mix, Álvaro Soler entre otros.

### 2019-2020: EP "Conmigo" y Descanso musical
Después de un breve descanso a final de año, Jorge regresó con nuevo sencillo, esta vez fue el turno de "Conmigo". Una canción bailable y con ritmo urbano con funk. Blanco lanzó su nuevo sencillo el 18 de enero junto con su videoclip. Esta fue la primera vez que Jorge presentó un video musical de baile y en el cual reto a los fanes a hacerlo para subirlo a sus redes sociales.
Luego de una breve promoción en Argentina, Blanco regresó a Los Ángeles a grabar nueva música, donde además se encontró con Drake Bell con quien grabó una canción en español e inglés.
El 1 de febrero, Blanco anunció que sería parte del "No Brasil Festival", un evento que se realizará en tres ciudades importantes: São Paulo, Río de Janeiro y Curitiba de Brasil los días 26, 27 y 28 de abril, y que contaría como el artista principal de dicho evento. Sin embargo, el 22 de abril, el evento fue postergado para principios de septiembre debido a problemas técnicos. No obstante, terminó siendo cancelado por motivos de agenda del cantante.
El 2 de febrero, Jorge anunció el lanzamiento de su primer material como solista, su EP denominado "Conmigo" haciendo alusión a su último sencillo, este fue lanzado el 14 de febrero. Días después, Blanco anunció que haría una gira por México para promocionarlo. Las ciudades confirmadas han sido: Ciudad de México, Guadalajara, Monterrey, Puebla, Metepec, León y Querétaro. Además, el 14 de febrero Jorge realizó su primer concierto en línea para festejar el lanzamiento de su EP.
El 13 de febrero se dieron a conocer las canciones que son parte de su EP, "Conmigo" son: "Si Te Tuviera", "Escondida", "Opciones", "Te La Dedico", "Conmigo" y la inédita, "Beautiful Mistake", teniendo así 5 canciones en español y una en inglés. Durante una entrevista, Blanco anunció que muy pronto saldrá su colaboración con el dj brasileño Bruno Martini. Su primer material como solista se consolidó como uno de los más vendidos en México manteniéndose en las primeras posiciones durante varias semanas.
El 21 de febrero, Blanco anunció en sus redes sociales que el videoclip oficial de "Beautiful Mistake" fue el 22 de febrero y que este cuenta con grandes efectos especiales, siendo totalmente distinto a todo lo que ha venido haciendo.
El 9 de marzo, Jorge fue uno de los cuatro invitados especiales del "Karma Tour", la primera gira como solista de Saak, con quien cantó “Una Noche”.
Tras la exitosa gira promocional de su EP "Conmigo", Blanco anunció su primera gira como solista en el país azteca, el cual dará comienzo el 9 de mayo, dicha gira esta denominada como "Conmigo Tour": Querétaro, Ciudad de México, Monterrey y Toluca.
El 12 de abril, fue uno de los invitados especiales de Paty Cantú en el comienzo del "Deluxe Live". Blanco cantó junto a Paty "Si tú no lo dices" una de las canciones más conocidas de la artista tapatía.
El 29 de abril, Jorge subió a sus redes sociales que se encontraba grabando el videoclip de su nuevo material musical, el cual es titulado "Vamos" y fue filmado en la Riviera Maya donde contó con una gran producción, diferente a la de sus anteriores videos musicales. Además, esa misma semana, el 3 de mayo, grabó otro videoclip de su nuevo material musical y de la cual expresó que era una canción muy íntima y personal, la cual se encuentra dedicada a su prometida, Stephie Caire, el nombre de la canción fue revelado días después y se titula "Me Voy Contigo". Ambas canciones se escucharán por primera vez durante sus conciertos en vivo.
El 8 de mayo, se anunció que Jorge plasmaría sus huellas en la Plaza de las Estrellas. Formando parte, de uno de los honores más importantes que existen en el medio y que poseen a más de mil artistas, en su mayoría mexicanos en esta plaza.
El 9 de mayo, su primera gira como solista dio comienzo en el Estado de Querétaro, donde presentó todo su material musical como también, otros materiales musicales de sus proyectos anteriores. Dicho concierto, contó con la participación especial de Saak con quien cantó "Una Noche" y "Romper el Suelo".
El 27 de mayo, Jorge anunció el lanzamiento de su nueva canción, "Vamos", la cual fue lanzada el 31 de mayo, mismo día de su concierto en la Ciudad de México; esta fue la primera canción del artista en poseer dos idiomas, español e inglés. Además, en esa misma fecha, Blanco fue el conductor de "In da house", un programa de Nu Music, en el cual confirmó que el artista invitado durante su concierto en la Ciudad de México sería el actor y cantante mexicano, Michael Ronda. Sin embargo, días después, Ronda comunicó mediante sus redes sociales que ya no podría ser parte del mismo debido a asuntos familiares.
El 19 de julio, Blanco anunció que el Conmigo Tour llegaría a la Argentina, siendo el primer concierto como solista fuera de su país natal. Días después, el artista confirmó que realizará una gira promocional en los próximos meses por Latinoamérica recorriendo países como Argentina, Uruguay, Paraguay, Colombia, Panamá, Costa Rica, Perú, Ecuador entre otros. También estará a cargo de abrir los conciertos de Tini Stoessel en las ciudades de Montevideo, Uruguay y Buenos Aires, Argentina.
El 28 de agosto, a través de sus redes sociales, Jorge y el actor, cantautor y músico estadounidense, Drake Bell, anunciaron que su colaboración "No Perdamos Más Tiempo" sería lanzada el 6 de septiembre en todas las plataformas digitales, al mismo tiempo, que confirmaron que el videoclip será grabado en la Ciudad de México en los próximos meses.
En el 2020, Blanco pospone su música por un tiempo para buscar un nuevo género y volver a sus originales musicales y anuncia su regreso a la actuación para el próximo año.

### 2021: "Papás por encargo" y regreso a la música
El 12 de marzo de 2021, se lanza el disco debut de Bruno Martini llamado "Original", el cual cuenta con una colaboración con Blanco que lleva como título "Say-O". Ese mismo mes, Jorge lanza su nuevo sencillo "Polvo de Estrellas" en colaboración con AtellaGali; asimismo, se anuncia el lanzamiento de "Antídoto" junto a Anna Chase, su primera colaboración con una artista femenina.El 24 de septiembre, Blanco lanzó el sencillo "Hot Damn", y poco después, el 28 de octubre, lanzó la canción "Bad Karma".
En noviembre de 2020, con el debut del servicio de streaming Disney+, se anunció que Jorge protagonizaría junto a Michael Ronda y Lalo Brito la serie Papás por Encargo, habiéndose estrenado en julio de 2022. El 8 de diciembre de 2022 se transmitió en Disney+ el especial Solo Amor Y Mil Canciones, un espectáculo único e íntimo en celebración del 10° aniversario del estreno de la serie Violetta. Tini, Jorge, Candelaria Molfese y Mercedes Lambre brindaron al público una noche inolvidable llena de nostalgia.

## Vida privada
Jorge Blanco tiene un hermano siete años menor llamado Daniel. Habla fluidamente español, inglés, italiano, portugués y francés. Jorge se mudó de México hacía Buenos Aires mientras se encontraba trabajando en Violetta. Tras terminar la gira mundial de despedida se mudó unos meses a Taormina, Sicilia para la grabación de la película Tini: El gran cambio de Violetta; al terminar dichas grabaciones de la película se mudó a Los Ángeles donde vivió durante dos años.
En 2007, Blanco conoció a la actriz y cantante mexicana, Stephie Caire, en High School Musical: la selección (México) y comenzaron una relación. El 4 de agosto de 2016 se comprometieron. La propuesta fue publicada en el canal personal de YouTube de Jorge, en el video "Proposing to my Girlfriend", donde Jorge crea un programa de televisión ficticio de entrevistas para luego dedicarle una canción, donde le propone matrimonio. El 16 de enero de 2021, Jorge anuncia por medio de sus redes sociales que se casó en secreto desde hace años. Actualmente continúan viviendo en México en la Ciudad de México.
Jorge Blanco tiene como referencia a seguir en su carrera a cantantes como Justin Timberlake, Maroon 5 y Bruno Mars.

## Filmografía
| Año  | Título                           | Personaje   | Notas                 |
| ---- | -------------------------------- | ----------- | --------------------- |
| 2008 | High School Musical: el desafío  | Jorge       | Debut en cine         |
| 2014 | Violetta en concierto            | León Vargas | Película de concierto |
| 2016 | Tini: El gran cambio de Violetta | León Vargas | Coprotagonista        |
| 2021 | Ron da Error                     | Noah        | Voz                   |
| 2025 | Blancanieves                     | Jonathan    | Voz                   |

| Año       | Título                            | Personaje      | Notas                                                                   |
| --------- | --------------------------------- | -------------- | ----------------------------------------------------------------------- |
| 2007      | High School Musical: la selección | Él mismo       | Reality show                                                            |
| 2010      | Highway: Rodando la Aventura      | Diego          | Episodio: "El Mochilero" (Temporada 1, episodio 10)                     |
| 2011      | Disney's Friends for Change Games | Él mismo       | Equipo Amarillo                                                         |
| 2011–2012 | Cuando toca la campana            | Pablo          | Protagonista (Temporada 1) Invitado especial (Temporada 2, 4 episodios) |
| 2012–2015 | Violetta                          | León Vargas    | Protagonista, serie de TV Disney Channel Latinoamérica                  |
| 2013      | Esperando a Violetta              | Él mismo       | 5 especiales para Disney Channel España                                 |
| 2015      | Violetta: El viaje                | Él mismo       | Documental                                                              |
| 2016      | Celebs React                      | Él mismo       | Invitado especial (Temporada 1, 2 episodios)                            |
| 2022–2023 | Papás por encargo                 | Miguel Rosales | Protagonista, serie de TV Disney+                                       |
| 2022      | Solo Amor Y Mil Canciones         | Él mismo       | Especial de TV Disney+ (10 años de Violetta)                            |

| Año       | Título              | Personaje            | Notas                           |
| --------- | ------------------- | -------------------- | ------------------------------- |
| 2011      | Hairspray           | Link Larkin          | Protagonista, Show en México    |
| 2013-2014 | Violetta en vivo    | León Vargas/Él mismo | Gira por Latinoamérica y Europa |
| 2015      | Violetta Live       | León Vargas/Él mismo | Gira por Latinoamérica y Europa |
| 2024      | Vaselina Timbiriche | Memo                 | Secundario, Show en México      |

## Discografía

### EP
- Conmigo (2019)

### Bandas sonoras
- High School Musical: el desafio (2008)
- Cuando toca la campana (2011)
- Violetta (2012)
- Cantar es lo que soy (2012)
- Hoy somos más (2013)
- Gira mi canción (2014)
- Crecimos juntos (2015)
- Papás por encargo (banda sonora) (2022)
- Papás por encargo 2 (banda sonora) (2023)

## Giras
- Violetta en vivo (2013–2014). Con elenco de Violetta
- Violetta Live (2015). Con elenco de Violetta
- R5 Tour - Gira de Europa (2017). Con R5
- Conmigo Tour (2019)

## Premios y nominaciones
Kids Choice Awards Argentina
| Año  | Categoría            | Trabajo  | Resultado |
| ---- | -------------------- | -------- | --------- |
| 2013 | Actor de TV favorito | Violetta | Nominado  |
| 2014 | Actor de TV favorito | Violetta | Nominado  |

Kids Choice Awards Colombia
| Año  | Categoría            | Trabajo  | Resultado |
| ---- | -------------------- | -------- | --------- |
| 2014 | Actor de TV favorito | Violetta | Ganador   |

Kids Choice Awards México
| Año  | Categoría                         | Trabajo  | Resultado |
| ---- | --------------------------------- | -------- | --------- |
| 2013 | Actor de TV Favorito              | Violetta | Ganador   |
| 2014 | Actor de TV Favorito              | Violetta | Ganador   |
| 2015 | Actor de TV Favorito              | Violetta | Nominado  |
| 2016 | Chico Trendy                      | Él mismo | Nominado  |
| 2017 | Artista o Grupo Nacional Favorito | Él mismo | Nominado  |

Bravo Otto Alemania
| Año  | Categoría      | Trabajo  | Resultado |
| ---- | -------------- | -------- | --------- |
| 2015 | TV Star - Male | Violetta | Ganador   |

Bravo Otto Alemania
| Año  | Categoría           | Trabajo  | Resultado |
| ---- | ------------------- | -------- | --------- |
| 2016 | Super-Sänger - Male | Él mismo | Ganador   |

Premios Goya
| Año  | Categoría                | Trabajo                          | Resultado   |
| ---- | ------------------------ | -------------------------------- | ----------- |
| 2017 | Mejor Actor Protagonista | Tini: El gran cambio de Violetta | Prenominado |

Place To B Awards
| Año  | Categoría              | Trabajo  | Resultado |
| ---- | ---------------------- | -------- | --------- |
| 2017 | Place To B Award Music | Él mismo | Ganador   |